# Mario Pirotta
Mario Pirotta (Ranica, 16 agosto 1957) è un ultramaratoneta italiano.

## Biografia
Nel 2005 ha partecipato sia ai campionati mondiali che a quelli europei di 24 h, che si tenevano entrambi nella medesima manifestazione; si è piazzato rispettivamente in ventottesima posizione ai Mondiali ed in diciannovesima posizione agli Europei. Nel 2006 ha partecipato nuovamente ai Mondiali, piazzandosi in ventitreesima posizione; nel 2007 ha partecipato al suo terzo Mondiale consecutivo, piazzandosi in cinquantasettesima posizione. Nel 2008 ha invece chiuso i Mondiali in centotrentasettesima posizione; nel 2009, al suo quinto Mondiale di fila (disputato per l'occasione in coincidenza con la 24 ore del Delfino), si è infine piazzato in novantaquattresima posizione. Nel 2012 ha invece partecipato ai Mondiali di 100 km su strada, tenutisi in corrispondenza della 100 km di Seregno, terminando la gara in ottantasettesima posizione.

## Campionati nazionali
2006
- Oro ai campionati italiani di 24 h - 223,122 km[8]

2007
- Oro ai campionati italiani di 24 h - 232,360 km

## Altre competizioni internazionali
2003
- 12º alla Strasimeno ( Castiglione del Lago), 56 km - 4h37'46"

2004
- 70º alla 100 km del Passatore ( Firenze-Faenza), 100 km - 8h46'55"
- Bronzo alla 6 ore Bergamasca ( Alzano Lombardo) - 75,679 km
- 5º alla 6 h di Seregno ( Seregno) - 73,687 km
- 12º alla Palermo Supermarathon ( Palermo), 50 km - 3h39'00"

2005
- Bronzo alla 24 ore del Delfino ( Alzano Lombardo) - 220,084 km
- 14º alla 100 km del Passatore ( Firenze-Faenza), 100 km - 8h54'41"
- 12º alla Strasimeno ( Castiglione del Lago), 56 km - 4h29'00"
- 4º alla 50 km Città di Sanremo ( Sanremo) - 3h29'02"
- 10º alla Maratona di Parma ( Parma) - 2h50'01"

2006
- Oro alla 24 ore del Delfino ( Ciserano) - 223,122 km
- Oro alla 24 h del Sole ( Palermo) - 217,287 km
- 23º alla Pistoia-Abetone Ultramarathon ( Pistoia), 52 km - 4h42'30"
- 7º alla Bologna-Zocca ( Bologna), 50 km - 3h40'38"
- 90º alla Maratona di Firenze ( Firenze) - 2h46'43"
- 109º alla Maratona di Roma ( Roma) - 2h50'44"
- 4º alla Maratona di Parma ( Parma) - 2h48'44"
- 23º alla Maratona di Verona ( Verona) - 2h50'40"[9]

2007
- Oro alla 24 ore del Delfino ( Ciserano) - 232,260 km
- 31º alla Lupatotissima ( San Giovanni Lupatoto), 24 h - 113,093 km
- 13º alla 100 km degli Etruschi ( Tuscania-Tarquinia) - 8h42'19"
- Oro alla Nove Colli Running - Barbotto ( Cesenatico), 84,4 km -7h16'00"
- Oro alla 6 h di Seregno ( Seregno) - 77,508 km
- 6º alla Strasimeno ( Castiglione del Lago), 56 km - 3h57'40"
- 18º alla Pistoia-Abetone Ultramarathon ( Pistoia), 52 km - 4h08'29"
- 11º alla Maratona sul Brembo ( Treviolo) - 2h53'00"[10]

2008
- 63º alla 24 ore del Delfino ( Ciserano) - 136,000 km
- 11º alla 100 km del Passatore ( Firenze-Faenza), 100 km - 8h17'32"
- Oro alla Leipziger 100 km ( Lauf am Auensee), 100 km - 7h48'30"
- 17º alla 100 km degli Etruschi ( Tuscania-Tarquinia) - 8h52'20"
- Bronzo alla 6 h di Seregno ( Seregno) - 78,903 km
- Argento alla 6 ore nella città di Angizia ( Luco dei Marsi) - 78,308 km
- 16º alla Strasimeno ( Castiglione del Lago), 56 km - 4h29'17"
- 25º alla Pistoia-Abetone Ultramarathon ( Pistoia), 52 km - 4h39'02"
- 16º alla Maratona sul Brembo ( Treviolo) - 2h58'51"

2009
- 7º alla 12 Stundenlauf von Grieskirchen ( Grieskirchen), 12 h - 124,015 km
- 13º alla Pistoia-Abetone Ultramarathon ( Pistoia), 52 km - 4h21'52"
- 13º alla Maratona di Bergamo ( Bergamo) - 2h57'11"[11]

2010
- 9º alla Maratona di Bergamo ( Bergamo) - 2h49'46"[12]

2011
- 21º alla 100 km del Passatore ( Firenze-Faenza), 100 km - 8h24'24"
- 16º alla 100 km di Seregno ( Seregno), 100 km - 8h27'56"
- 7º alla 6 ore di Milano ( Milano) - 64,642 km
- 30º alla Pistoia-Abetone Ultramarathon ( Pistoia), 52 km - 4h26'54"
- 35º alla 50 km di Romagna ( Castel Bolognese) - 3h40'34"
- 8º alla Maratona della pace sul Lamone ( Russi), 46,8 km - 3h25'17"
- 108º alla Maratona di Venezia ( Venezia) - 2h54'59"
- 93º alla Maratona di Torino ( Torino) - 2h55'14"
- 15º alla Maratona di Calderara di Reno ( Calderara di Reno) - 2h55'42"

2012
- 15º alla 100 km del Passatore ( Firenze-Faenza), 100 km - 8h05'58"
- 87º alla 100 km di Seregno ( Seregno) - 8h16'23"
- Argento alla 8 Ore della maratona del 50º AIAS ( Bologna), 8 h - 93,240 km
- Oro alla Self Trascendence 6 h Race ( San Vito (Gaggiano)) - 76,340 km
- 23º alla Strasimeno ( Castiglione del Lago), 56 km - 4h16'25"
- 27º alla Pistoia-Abetone Ultramarathon ( Pistoia), 52 km - 4h24'23"
- 20º alla Maratona sul Brembo ( Treviolo) - 2h56'45"[13]
- 17º alla Maratona di Brescia ( Brescia) - 2h53'25"
- 31º alla Maratona di Ravenna ( Ravenna) - 3h03'36"
- 69º alla Mezza maratona su Brembo ( Dalmine) - 1h24'58"

2015
- 83º alla 50 km di Romagna ( Castel Bolognese) - 4h06'47"
- 20º alla Maratona del Mugello ( Borgo San Lorenzo) - 3h29'51"

2016
- 17º alla Self Trascendence 6 h Race ( Cesano Boscone) - 61,019 km

2017
- 129º alla Pistoia-Abetone Ultramarathon ( Pistoia), 52 km - 5h13'22"
- 204º alla 50 km di Romagna ( Castel Bolognese) - 4h30'50"

2018
- 14º alla Corsa della Corona ( Finalborgo), 70 km - 7h06'53"
- 6º alla 6 ore del Castello di Brescia ( Brescia) - 59,400 km
- 16º alla 6 ore di Azzano ( Azzano San Paolo) - 57,687 km
- 306º al Gran Trail delle Orobie ( Carona-Bergamo), 70 km - 14h46'27"

2019
- 11º al Canto Ultra Trail, 65 km - 10h10'48"
- 5º alla 6 ore di Curno ( Curno) - 62,811 km

2020
- 28º alla Lupatotissima ( Bussolengo), 24 h - 148,407 km